# 石巌駅
石巌駅（ソガムえき）は朝鮮民主主義人民共和国平安南道平原郡石巌里にある、朝鮮民主主義人民共和国鉄道省平義線の駅である。1923年7月1日に開業した。

## 隣の駅
朝鮮民主主義人民共和国鉄道省
平義線
順安駅 - 石巌駅 - 漁波駅